# Die drei Supermänner räumen auf
Die drei Supermänner räumen auf (Originaltitel: I fantastici 3 $upermen) ist ein comicstripartiger, italienisch dominierter europäischer Actionfilm mit Comedy-Elementen aus dem Jahre 1967 von Gianfranco Parolini. Brad Harris und Tony Kendall, die zur selben Zeit Partner in der sehr erfolgreichen Euro-Agentenfilmreihe rund um “Kommissar X” Partner waren, sind in den Hauptrollen zu sehen.

## Handlung
Diese titelgebenden drei Supermänner tragen ein kugelsicheres, rotes Outfit mit dunklem Umhang und breitem, goldenem Gürtel, sie haben Stiefel mit Saugnäpfen oder Sprungfedern an den Füßen, mit denen sie problemlos Wände hochklettern respektive Sprünge aus großer Höhe spielend leicht abfedern können, und sie führen spektakuläre akrobatische Kunststücke aus und hantieren mit einer tödlichen Waffe, den umherschwirrenden Stahlbolas, mit denen sie ihre Gegner ausschalten. Es versteht sich von selbst, dass sie überdies erfahrene Schützen sind und ihnen bei so viel geballter Männlichkeit die Frauenherzen entgegenfliegen.
Zwei der selbsternannten Supermänner, Tony und Nick, rauben jedoch in ihrem Heldenoutfit Banken aus – natürlich nicht zum eigenen Nutzen, sondern weil sie, in Robin-Hood-Manier, die Beute den Bedürftigen, in diesem Fall einem Mädcheninternat, zukommen lassen wollen. Der dritte Superheld steht auf der Seite des Gesetzes, arbeitet für das FBI und heißt Brad McCallum. Ihm fällt die schwierige Aufgabe zu, sich mit den beiden mittlerweile vom Geheimdienst rekrutierten Gaunern zusammenzutun und gemeinsam einer Falschgeldbande auf die Spur zu kommen. 
Die Geldfälscher unter der Führung eines bulligen Mannes, der sich „Golem“ nennt, wollen mit einer von dem Erfinder und Wissenschaftler Prof. Schwarz entwickelten Reproduktionsmaschine den Globus mit „Blüten“ überschwemmen und damit nicht weniger als die Weltherrschaft an sich reißen. Bald stellt sich heraus, dass diese Duplikatmaschine nicht nur Geld, sondern auch Waffen und sogar Klone von Menschen, also auch solche der drei „Superhelden“, herstellen kann. Zu dritt gelingt es den drei Supermännern, die sich ganz en passant auch noch mit verführerischen jungen Damen von der Gegenseite auseinandersetzen müssen, nach einer Fülle von Zweikämpfen, Stürzen aus atemberaubender Höhe und handfesten Actionsequenzen, gepaart mit jeder Menge cooler Sprüche, dem Oberschurken und seinen Lakaien das Handwerk zu legen.

## Produktionsnotizen
Gedreht 1966 in Jugoslawien, feierte Die drei Supermänner räumen auf seine Premiere am 4. Februar 1967 in Italien und wurde am 27. Oktober 1967 in Deutschland erstaufgeführt.
Der Jugoslawe Niko Matul, der bereits die Kommissar X-Filme ausstattete, schuf auch hier die Filmbauten.

## Wissenswertes
Die drei Supermänner räumen auf, ein typisches Eurotrash-Produkt seiner Zeit, läutete dank seines Kassenerfolges in Italien die Phase einer Supermann-Filmreihe ein, die innerhalb von zwanzig Jahren folgende „Superhelden“-Leinwandabenteuer umfasste:
- 1968: Drei tolle Kerle (3 supermen a Tokio)
- 1970: Che fanno i nostri supermen tra le vergini della jungla?
- 1973: … e così divennero i 3 supermen del West
- 1973: Drei Spaghetti in Shanghai (Crash! Che botte… Strippo strappo stroppio)
- 1979: 3 Supermen contro il padrino
- 1984: 3 Supermen alle Olimpiadi
- 1986: Crash Boys (Üç süpermen olimpiyatlarda)

## Synchronisation
| Rolle         | Darsteller       | Synchronsprecher       |
| ------------- | ---------------- | ---------------------- |
| Tony          | Tony Kendall     | Edgar Ott              |
| Brad McCallum | Brad Harris      | Rainer Brandt          |
| Nick          | Nick Jordan      | Gerd Duwner            |
| Golem         | Jochen Brockmann | Wolfgang Amerbacher    |
| Prof. Schwarz | Carlo Tamberlani | Friedrich Schoenfelder |
| Ortiz         | Jochen Blume     | Johannes Pall          |
| Astrid        | Sabine Sun       | Marianne Lutz          |
| Zizi          | Bettina Busch    | Ursula Herwig          |

Die Dialogregie hatte Karlheinz Brunnemann, das deutsche Dialogbuch schrieben Brunnemann und Rainer Brandt, die deutsche Stimme von Brad Harris.

## Kritik
„Utopisch-fantastisches Kino mit Motiven aus der Comic-Strip-Welt.“

„Parolini macht einen lustigen Film, der paradoxe Situationen mit schnellem Tempo und Humor zusammenfügt.“